# Leave (Get Out)
Pour les articles homonymes, voir Leave.
Singles par JoJo
Baby It's You
(2004)
Pistes de JoJo
City Lights Use My Shoulder
Leave (Get Out) est une chanson de la chanteuse américaine JoJo sorti le 24 février 2004. 1er single extrait de l'album de son 1er album JoJo. La chanson a été écrite par Soulshock, Kenneth Karlin, Alex Cantrell, Philip "Silky" White et produit par Soulshock & Karlin.

## Liste des pistes
- États-Unis double face-A single &  Australie CD 1

1. "Leave (Get Out)" (Album Version) – 4:03
2. "Leave (Get Out)" (Hip Hop Club Mix) – 3:50
3. "Leave (Get Out)" (Dance Mix) – 3:54
4. "Leave (Get Out)" (Main Instrumental) – 4:40
5. "Not That Kinda Girl" – 3:28

- Australie CD 2

1. "Leave (Get Out)" (Radio Edit) – 4:00
2. "Leave (Get Out)" (Album Version) – 4:03
3. "Leave (Get Out)" (Hip Hop Club Mix) – 3:50
4. "Leave (Get Out)" (Dance Mix) – 3:54
5. "Leave (Get Out)" (Video) (Disney/Nickelodeon Version)

- États-Unis Téléchargement digital

1. "Leave (Get Out)" (Radio Edit) – 3:47
2. "Leave (Get Out)" (Dance Mix) – 3:54
3. "Leave (Get Out)" (Mike Rizzo Club Mix/The Syndicate Vocal Mix) – 8:09
4. "Leave (Get Out)" (The Popstar Dark Anthem Mix/P.S. House Mix) – 9:38

- Royaume-Uni CD 1

1. "Leave (Get Out)" (Radio Edit) – 3:49
2. "Leave (Get Out)" (Dance Mix) – 3:54

- Royaume-Uni CD 2

1. "Leave (Get Out)" (Radio Edit) – 3:48
2. "Leave (Get Out)" (Hip Hop Club Mix) – 3:50
3. "Not That Kinda Girl" – 3:28
4. "Leave (Get Out)" (Video)

- Europe CD single

1. "Leave (Get Out)" (Radio Edit) – 3:49
2. "Leave (Get Out)" (Hip Hop Club Mix) – 3:50

- Europe CD maxi single

1. "Leave (Get Out)" (Radio Edit) – 3:49
2. "Leave (Get Out)" (Hip Hop Club Mix) – 3:50
3. "Leave (Get Out)" (Dance Mix) – 3:54
4. "Leave (Get Out)" (Instrumental) – 4:04

## Crédits et personnels
- Écriture : Soulshock, Kenneth Karlin, Alex Cantrell, Philip "Silky" White
- Réalisé par Soulshock & Karlin
- Mixé par Soulshock at Soulpower Studios, Los Angeles, CA
- Instrument : Soulshock & Karlin
- Guitare : Eric Jackson and Sean Hurley
- Enregistrement : Soulpower Studios & Westlake Studios, Los Angeles, CA
- Mastered : James Cruz at Sony Studios, New York, NY

## Performance dans les hit-parades
| Classement (2004-2005)                  | Meilleure position |
| --------------------------------------- | ------------------ |
| Allemagne (Media Control AG)            | 9                  |
| Australie (ARIA)                        | 2                  |
| Autriche (Ö3 Austria Top 40)            | 16                 |
| Belgique (Flandre Ultratop 50 Singles)  | 4                  |
| Belgique (Wallonie Ultratop 50 Singles) | 18                 |
| Danemark (Tracklisten)                  | 11                 |
| Europe Hot 100 Singles                  | 2                  |
| France (SNEP)                           | 12                 |
| Irlande (IRMA)                          | 3                  |
| Italie (FIMI)                           | 9                  |
| Nouvelle-Zélande (RMNZ)                 | 2                  |
| Pays-Bas (Nederlandse Top 40)           | 4                  |
| Suède (Sverigetopplistan)               | 30                 |
| Suisse (Schweizer Hitparade)            | 5                  |
| Royaume-Uni (UK Singles Chart)          | 2                  |
| États-Unis (Hot 100)                    | 12                 |
| États-Unis (Pop Airplay)                | 1                  |

| Pays                 | Certification |
| -------------------- | ------------- |
| Australie ARIA       | Platine       |
| Nouvelle-Zélande RIA | Or            |
| États-Unis RIA       | Or            |

## Historique de sortie
| Pays        | Date             | Label                                        | Format                    |
| ----------- | ---------------- | -------------------------------------------- | ------------------------- |
| États-Unis  | 24 février 2004  | Da Family Entertainment, Blackground Records | CD single                 |
| Allemagne   | 21 juin 2004     | Black Ocean Records                          | CD single, CD maxi single |
| Australie   | 23 août 2004     | Universal Music                              | CD 1                      |
| Australie   | 4 octobre 2004   | Universal Music                              | CD 2                      |
| Royaume-Uni | 30 août 2004     | Mercury Records                              | CD single                 |
| France      | 5 septembre 2004 | Wagram                                       | CD single                 |